# Richard Linsert

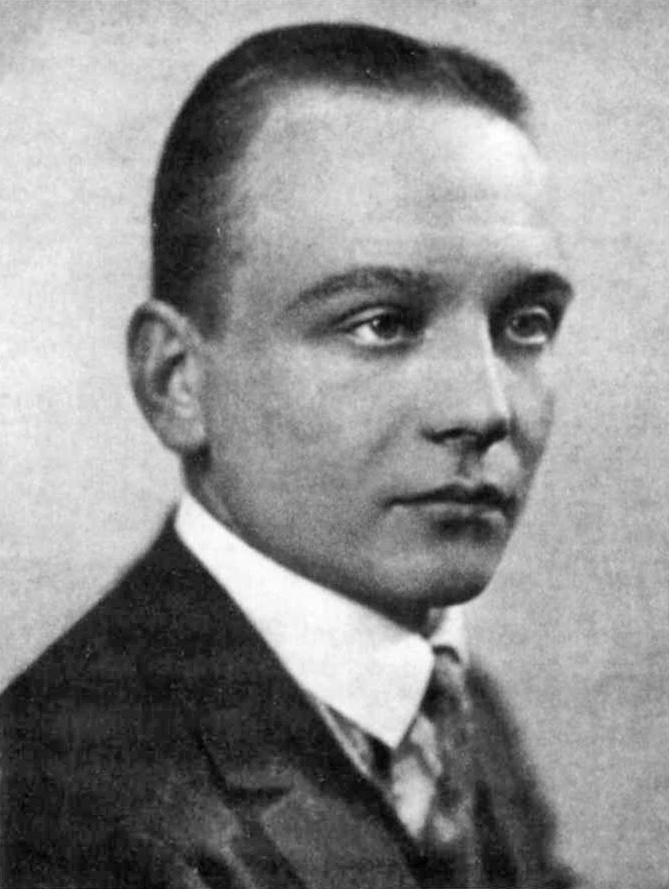
Richard Linsert

Richard Christian Carl Linsert (* 17. November 1899 in Berlin; † 3. Februar 1933 in ebendort) war ein deutscher Publizist und Sexualwissenschaftler.

## Leben
Linsert wurde als Sohn eines Handlungs-Correspondenten im Wedding geboren. Er wuchs in München auf und absolvierte dort eine kaufmännische Ausbildung. Er wurde Mitglied der Kommunistischen Partei Deutschlands (KPD). Zudem war er politisch im Rotfrontkämpferbund und im geheimen Nachrichtendienst der KPD (AM-Apparat) tätig. Mit 22 Jahren engagierte er sich in München für die Etablierung eines Homosexuellenvereins, einem Ortsverband des „Deutschen Freundschaftsverbands - Bund für Menschenrecht“. Er scheiterte jedoch an der restriktiven Haltung der autoritären bayerischen Behörden. In München lernte er Kurt Hiller kennen, der ihm eine Anstellung als Hilfssekretär im Wissenschaftlich-humanitären Komitee bei Magnus Hirschfeld vermittelte. Ab 1926 war er Schriftführer beim Wissenschaftlich-humanitären Komitee. Er wurde zum Experten in sexualwissenschaftlichen Themen und schrieb am Gegenentwurf zum Entwurf des Sexualstrafrechts von 1927. Im Dezember 1929 verließ Linsert das Wissenschaftlich-humanitäre Komitee und gründete mit den Ärzten Max Hodann, Bernd Götz und dem Juristen Fritz Flato das Archiv für Sexualwissenschaft, das aber kaum große Bedeutung erreichte. Gleichwohl schrieb er noch 1929 und 1930 gemeinsam mit Magnus Hirschfeld Bücher über Empfängnisverhütung und Aphrodisiaka. Zudem publizierte er 1929 einen Sammelband über männliche Prostitution. 1929 ist es hinsichtlich eines ersten Schrittes zur Abschaffung des § 175 vermutlich „seiner Überzeugungsarbeit zu danken, daß sich die KPD das sexualpolitische Ziel des WhK zu eigen machte und im Strafrechtsausschuss des Reichstags durchzusetzen vermochte.“ 1931 veröffentlichte Linsert eine Monographie Kabale und Liebe. Als sein Lebensgefährte galt Peter Limann, der zweite Sekretär des Wissenschaftlich-humanitären Komitee. Linsert starb im Februar 1933 an einer verschleppten Lungenentzündung im Stubenrauch-Krankenhaus in Berlin-Lichterfelde.